# ادینا
ادینا (روسی: Удина) یک توده‌کوه آتشفشانی بزرگ است که در بخش مرکزی شبه‌جزیره کامچاتکا در روسیه قرار دارد. این توده‌کوه شامل دو آتشفشان چینه‌ای است: بولشایا ادینا (۲٬۹۲۰ متر) و مالایا ادینا (۱٬۹۴۵ متر).